# Giro dei Paesi Baschi 1978
Il Giro dei Paesi Baschi 1978, diciottesima edizione della corsa, si svolse dal 3 al 7  aprile 1978 su un percorso di 811 km ripartiti in cinque tappe (l'ultima suddivisa in 2 semitappe). Fu vinto da José Antonio González Linares, davanti a José Enrique Cima e José Nazabal. Dei 59 partecipanti, 44 hanno completato la corsa.

## Tappe
| Tappa  | Data     | Percorso                                           | km  | Vincitore di tappa            | Leader cl. generale           |
| ------ | -------- | -------------------------------------------------- | --- | ----------------------------- | ----------------------------- |
| 1ª     | 3 aprile | Leitza > Biarritz                                  | 166 | José Luis Viejo               | José Luis Viejo               |
| 2ª     | 4 aprile | Biarritz > Lekeitio                                | 170 | José Luis Viejo               | José Luis Viejo               |
| 3ª     | 5 aprile | Lekeitio > Soraluze                                | 164 | Enrique Martínez Heredia      | Enrique Martínez Heredia      |
| 4ª     | 6 aprile | Soraluze > Vitoria-Gasteiz                         | 151 | Roque Moya                    | José Nazabal                  |
| 5ª-1   | 7 aprile | Vitoria-Gasteiz > Aretxabaleta                     | 156 | José Antonio González Linares | José Antonio González Linares |
| 5ª-2   | 7 aprile | Aretxabaleta > Alto de Uncella (Cron. individuale) | 4   | José Enrique Cima             | José Antonio González Linares |
| Totale | Totale   | Totale                                             | 811 |                               |                               |

## Classifiche finali

### Classifica generale
| Pos. | Corridore                     | Squadra       | Tempo    |
| ---- | ----------------------------- | ------------- | -------- |
| 1    | José Antonio González Linares | KAS           | 22h36'33 |
| 2    | José Enrique Cima             | KAS           | a 5'24"  |
| 3    | José Nazabal                  | KAS           | a 5'26"  |
| 4    | Enrique Martínez Heredia      | KAS           | a 5'29"  |
| 5    | Vicente Belda                 | Transmallorca | a 5'32"  |